# Saturnino Rustrián

Saturnino Rustrián Cáceres (San José Pinula, 29 de noviembre de 1942 – 14 de julio de 2013) fue un ciclista de carretera guatemalteco que ganó la segunda y cuarta edición de la Vuelta a Costa Rica en 1966 y 1968 y la décima edición de la Vuelta a Guatemala en 1966.
Nacido en San José Pinula, fue el primer ciclista local que ganó la Vuelta a Guatemala mientras competía con rivales más potentes como los colombianos, que habían dominado en los años anteriores. Fue uno de los tres ciclistas en haber ganado la Vuelta a Costa Rica en dos ocasiones.
Rustrián representó a Guatemala en Juegos Olímpicos de México 1968, llegando en la posición 21 en la carrera en línea y 22 en la prueba de 1 km contrarreloj.
Apodado el Chapín de Acero, estuvo corriendo durante cuatro décadas, y hasta 2005, con más de 60 años, continuó en activo, compitiendo en diferentes carreras internacionales de categorías "master".